# Chryste Gaines
Chryste Gaines, född 14 september 1970, är en amerikansk före detta friidrottare (kortdistanslöpare).
Gaines tävlade huvudsakligen på 100 meter och har inte lyckats individuellt vid något större mästerskap. Däremot har hon ingått i det amerikanska stafettlag som vunnit såväl olympiskt guld vid OS 1996 som vid världsmästerskapen 1995 och 1997.